# Gudeliva
Gudeliva foi uma nobre ostrogótica do século VI, rainha-consorte do rei Teodato (r. 534–536). É mencionada em duas cartas como rainha em duas cartas de Cassiodoro destinadas à imperatriz bizantina Teodora (r. 527–548) e é aludida, mas não nomeada, numa passagem da obra de Procópio de Cesareia do ano 536. Possivelmente deve ter sido a mãe de Teudegisclo e Teodenanda. Garcia Moreno propôs que seu nome serviu de inspiração para o nome de Gosuinda, por ele considerada como filha de Teudegisclo.